# August Ginschel
August Ginschel (ur. 2 marca 1922, zm. 15 października 1947 w Landsberg am Lech) – kapo w obozie koncentracyjnym Flossenbürg i zbrodniarz wojenny.
Więzień, który przebywał w obozie Flossenbürg od 2 sierpnia 1943 do kwietnia 1945 roku. Pełnił funkcję blokowego i strażnika podczas ewakuacji obozu. Ginschel znęcał się nad podległymi mu więźniami. Podczas marszu śmierci zamordował kilku więźniów niezdolnych do dalszej drogi.
W pierwszym procesie załogi Flossenbürga Ginschel został skazany na karę śmierci przez amerykański Trybunał Wojskowy w Dachau. Powieszony w więzieniu Landsberg 15 października 1947 roku.